# Dynastie Chaldží
Dynastie Chaldží byla v letech 1290–1320 vládnoucí dynastií Dillíského sultanátu. Chaldžíovci byli tureckého původu a byli po dynastii Muizzí v pořadí druhou dynastií, která Dillískému sultanátu vládla. Dynastii Chaldží vládli celkem tři panovníci a to Džaláluddín Fírúz Šáh (1290–1294), Aláuddín Šáh (1294–1316) a Kutbuddín Mubárak Šáh (1316–1321), přičemž asi nejvýznamnější byl Aláuddín Šáh.
Poté, co roku 1320 byla dynastie Chaldží ve vládnutí Dillíského sultanátu nahrazena dynastií Tughlakovců, prohlásil se čtvrtý panovník Chladžíovců Mahmúd Chaldží za sultána Málvy. Jeho nástupci se v Málvě udrželi až do roku 1531.